# Georges Slodzian
Georges Slodzian (* 29. April 1934) ist ein französischer Physiker.
Slodzian war Professor an der Universität Paris-Süd in Orsay. Er war 1956 in Toulouse ein Student von Raimond Castaing und sollte die Erzeugung von Sekundärelektronen bei Beschuss von Materie mit Ionen beobachten, wobei er unerwartet Sekundärionen entdeckte. Als Castaing nach Orsay ging, folgte ihm Slodzian und 1960 entwickelte er dort mit Castaing ein Sekundärionen-Massenspektrometer. 1962 wurde es präsentiert und 1963 erfolgte die Dissertation von Slodzian. Die Geräte wurden von der Firma Cameca weiterentwickelt (in Konkurrenz zu den Entwicklungen in den USA, begonnen von Richard Herzog und Helmut Liebl, was auch zu Patentstreiten führte). Er entwickelte auch Sekundärionen-Mikroproben-Instrumente bzw. Mikroskope.
1986 erhielt er den Prix Ampère, 1976 den Prix Jean Ricard. 1982 wurde er korrespondierendes Mitglied der Académie des Sciences. Er ist Mitglied der Académie des technologies.